# Умба (река)
Умба (рус. Умба) река је која протиче западним и југозападним делом Кољског полуострва на подручју Мурманске области Русије. Тече преко територија Кировског градског округа и Терског рејона. Свој ток завршава на северној обали Кандалакшког залива Белог мора, односно у централном делу беломорске Кандалакшке обале код варошице Умбе.
Река Умба започиње свој ток као отока језера Умбозеро неких 100 km североисточно од Кандалакше између Хибинског масива и Ловозерске тундре. Целом дужином тока тече у смеру југа и након 123 km улива се у бело море код варошице Умбе. Површина сливног подручја реке Умбе је 6.250 km², док је просечан проток у зони ушћа око 78,2 m³/s. максималан водостај је од маја до новембра, док је од краја октобра до почетка јуна под ледом. Протиче кроз бројна језера, а највећа међу њима су Канозеро и Пончозеро. Из језера Канозеро излази у виду три засебна водотока који се поново спајају у Пончозеру. Дуж њених обала и по околним брдима налазе се густе четинарске шуме. Река Умба је доста брза и препуна сплавова, а њене воде се користе за транспорт дрвета из унутрашњости ка приобаљу.
Најважнија притока реке Умбе је река Вјала, отока Вјалозера, коју прима на неких 15-ак километара узводно од ушћа. Важно је мрестилиште атлантског лососа.